# Azərbaycan Kuboku 2023-2024
La Azərbaycan Kuboku 2023-2024 è la 32ª edizione della coppa nazionale azera, iniziata il 18 novembre 2023 e conclusa il 2 giugno 2024. 
Il trofeo è stato vinto dal Qarabağ, all'ottavo successo nella competizione.

## Calendario
Il torneo si svolge, per i primi tre turni, in match singoli. Dai quarti di finali, le formazioni si affrontano in un doppio scontro andata e ritorno. La finale si svolge in gara singola su campo neutro.
| Turno            | Squadre rimanenti | Squadre coinvolte | Vincenti del turno precedente | Nuove entranti                                              |
| ---------------- | ----------------- | ----------------- | ----------------------------- | ----------------------------------------------------------- |
| Primo turno      | 34                | 14                | --                            | 14 squadre di Seconda Divisione                             |
| Secondo turno    | 27                | 22                | 7                             | 10 squadre di Birinci Divizionu 5 squadre di Premyer Liqası |
| Ottavi di finale | 16                | 16                | 11                            | 5 squadre di Premyer Liqası                                 |
| Quarti di finale | 8                 | 8                 | 8                             | --                                                          |
| Semifinali       | 4                 | 4                 | 4                             | --                                                          |
| Finale           | 2                 | 2                 | 2                             | --                                                          |

## Risultati

### Primo turno
| Squadra 1        | Risultato       | Squadra 2    |
| ---------------- | --------------- | ------------ |
| 18 novembre 2023 |                 |              |
| Füzuli           | 0 – 1           | Lerik        |
| Qusar            | 0 – 0 (4-5 dtr) | Şahdağ Qusar |
| Göygöl           | 2 – 1           | Dinamo Baku  |
| 19 novembre 2023 |                 |              |
| Ağdaş            | 0 – 2 (dts)     | Jabrayil     |
| Sheky City       | 1 – 2           | Kür-Araz     |
| Baku Sportinq    | 6 – 0           | Kürmük Qax   |
| 20 novembre 2023 |                 |              |
| Şəfa             | 1 – 1 (5-3 dtr) | Şəmkir       |

### Secondo turno
| Squadra 1        | Risultato   | Squadra 2            |
| ---------------- | ----------- | -------------------- |
| 28 novembre 2023 |             |                      |
| Araz-Saatlı      | 1 – 4       | İrəvan               |
| Karvan           | 1 – 0       | Difai Agsu           |
| MOİK Baku        | 4 – 0       | Jabrayil             |
| Şəfa             | 0 – 7       | Səbail               |
| Turan Tovuz      | 5 – 1       | Göygöl               |
| 29 novembre 2023 |             |                      |
| Kəpəz            | 2 – 0 (dts) | Baku Sporting        |
| Şahdağ Qusar     | 0 – 1       | Qaradağ              |
| Kür-Araz         | 1 – 6       | Araz                 |
| Lerik            | 0 – 6       | Sumqayıt             |
| 30 novembre 2023 |             |                      |
| Zaqatala         | 0 – 1       | Şamaxı               |
| İmişli           | 1 – 0       | Energetik Mingəçevir |

### Ottavi di finale
| Squadra 1        | Risultato | Squadra 2   |
| ---------------- | --------- | ----------- |
| 18 dicembre 2023 |           |             |
| Kəpəz            | 3 – 4     | Sabah       |
| Sumqayıt         | 3 – 1     | Karvan      |
| 19 dicembre 2023 |           |             |
| İrəvan           | 2 – 8     | Araz        |
| İmişli           | 0 – 1     | Qəbələ      |
| 20 dicembre 2023 |           |             |
| Səbail           | 6 – 0     | Şamaxı      |
| Zirə             | 2 – 1     | Turan Tovuz |
| 21 dicembre 2023 |           |             |
| Qarabağ          | 1 – 0     | MOİK Baku   |
| Neftçi Baku      | 4 – 0     | Qaradağ     |

### Quarti di finale
| Squadra 1                         | Totale | Squadra 2   | Andata | Ritorno |
| --------------------------------- | ------ | ----------- | ------ | ------- |
| 30 gennaio 2024 / 8 febbraio 2024 |        |             |        |         |
| Səbail                            | 1 – 5  | Zirə        | 1 – 2  | 0 – 3   |
| Sabah                             | 5 – 10 | Qarabağ     | 1 – 7  | 3 – 4   |
| 31 gennaio 2024 / 9 febbraio 2024 |        |             |        |         |
| Araz                              | 1 – 3  | Qəbələ      | 1 – 1  | 0 – 2   |
| Sumqayıt                          | 3 – 4  | Neftçi Baku | 2 – 3  | 1 – 1   |

### Semifinali
| Squadra 1                      | Totale | Squadra 2 | Andata | Ritorno |
| ------------------------------ | ------ | --------- | ------ | ------- |
| 2 aprile 2024 / 24 aprile 2024 |        |           |        |         |
| Neftçi Baku                    | 1 – 8  | Qarabağ   | 0 – 4  | 1 – 4   |
| 3 aprile 2024 / 24 aprile 2024 |        |           |        |         |
| Zirə                           | 4 – 1  | Qəbələ    | 2 – 1  | 2 – 0   |

### Finale
| Arbitro: | Hamzazada |

|               |           |                        |
| İbrahimli 58’ | Marcatori | 42’ Juninho 62’ Zoubir |

| Zirə | Qarabağ |

| Stagioni della Azərbaycan Kuboku | Stagioni della Azərbaycan Kuboku |
| --- | -------------------------------- |
| 1992 · 1993 · 1993-94 · 1994-95 · 1995-96 · 1996-97 · 1997-98 · 1998-99 · 1999-00 · 2000-01 · 2001-02 · 2003-04 · 2004-05 · 2005-06 · 2006-07 · 2007-08 · 2008-09 · 2009-10 · 2010-11 · 2011-12 · 2012-13 · 2013-14 · 2014-15 · 2015-16 · 2016-17 · 2017-18 · 2018-19 · 2019-20 · 2020-21 · 2021-22 · 2022-23 · 2023-24 · 2024-25 |                                  |

| Calcio in Europa nel 2023-2024 | Calcio in Europa nel 2023-2024 |
| ------------------------------ | --- |
| Campionati nazionali           | Albania · Andorra · Armenia · Austria · Azerbaigian · Belgio · Bielorussia '23 '24 · Bosnia ed Erzegovina · Bulgaria · Cipro · Croazia · Danimarca · Estonia '23 '24 · Fær Øer '23 '24 · Finlandia '23 '24 · Francia · Galles · Georgia '23 '24 · Germania · Gibilterra · Grecia · Inghilterra · Irlanda '23 '24 · Irlanda del Nord · Islanda '23 '24 · Israele · Italia · Kazakistan '23 '24 · Kosovo · Lettonia '23 '24 · Lituania '23 '24 · Lussemburgo · Macedonia del Nord · Malta · Moldavia · Montenegro · Norvegia '23 '24 · Paesi Bassi · Polonia · Portogallo · Repubblica Ceca · Romania · Russia · San Marino · Scozia · Serbia · Slovacchia · Slovenia · Spagna · Svezia '23 '24 · Svizzera · Turchia · Ucraina · Ungheria |
| Coppe nazionali                | Albania · Andorra · Armenia · Austria · Azerbaigian · Belgio · Bielorussia · Bosnia ed Erzegovina · Bulgaria · Cipro · Croazia · Danimarca · Estonia · Fær Øer '23 '24 · Finlandia '23 '24 · Francia · Galles · Georgia '23 '24 · Germania · Gibilterra · Grecia · Inghilterra · Irlanda '23 '24 · Irlanda del Nord · Islanda '23 '24 · Israele · Italia · Kazakistan '23 '24 · Kosovo · Lettonia '23 '24 · Liechtenstein · Lituania '23 '24 · Lussemburgo · Macedonia del Nord · Malta · Moldavia · Montenegro · Norvegia '23 '24 · Paesi Bassi · Polonia · Portogallo · Repubblica Ceca · Romania · Russia · San Marino · Scozia · Serbia · Slovacchia · Slovenia · Spagna · Svezia · Svizzera · Turchia · Ucraina · Ungheria         |
| Coppe di lega                  | Finlandia '23 '24 · Galles · Inghilterra · Irlanda del Nord · Islanda '23 '24 · Israele · Portogallo · Scozia |
| Supercoppe nazionali           | Albania · Andorra · Armenia · Belgio · Bielorussia '23 '24 · Bulgaria · Cipro · Croazia · Estonia '23 '24 · Fær Øer '23 '24 · Francia · Georgia '23 '24 · Germania · Gibilterra · Inghilterra · Irlanda '23 '24 · Islanda '23 '24 · Israele · Italia · Kazakistan '23 '24 · Kosovo · Lituania '23 '24 · Malta '23 '24 · Moldavia · Norvegia '24 · Paesi Bassi · Polonia · Portogallo · Romania · Russia · San Marino · Spagna · Turchia · Ucraina |
| Coppe europee                  | Champions League (Qualificazioni; Fase a gironi; Fase a eliminazione diretta; Finale) · Europa League (Qualificazioni; Fase a gironi; Fase a eliminazione diretta; Finale) · Europa Conference League (Qualificazioni; Spareggi; Fase a gironi; Fase a eliminazione diretta; Finale) · Supercoppa UEFA · Youth League |